# Lovelyz
Lovelyz（韓語：러블리즈）是韓國Woollim娛樂于2014年所推出的女子音樂團體，是Woollim娛樂旗下首组女子团体，由Baby Soul、劉智愛、徐智秀、李美珠、Kei、Jin、柳樹整、鄭叡仁八名成員組成，由Baby Soul担任队长。2014年11月12日举办出道showcase、并于17日發行正規一輯《Girls' Invasion》正式出道。2021年11月16日，所屬公司與Lovelyz全員的專屬合約屆滿，僅Baby Soul續約，並改以本名李洙姃活動，團體活動暫停。2024年在MBC《玩什麼好呢》重聚，11月重開Lovelyz的冬季國度演唱會並發表2首新曲，持續活動。

## 組合資料

### 團名由來
2014年11月3日，Woollim娛樂官方YouTube頻道發出關於新女團的出道預告片，揭露新女團的團名為「Lovelyz」。「Lovelyz」的组合含义是「可爱」，是可愛的（lovely）複數型單字，亦為可愛的少女們。

### 歌迷名稱
Lovelyz的官方歌迷名稱為「Lovelinus」，這個名稱是在2015年11月12日成员们通过官方Vlive專頁正式公布，而公布日同時也是Lovelyz出道一周年的日子。雖然看起來像是維納斯女神之類的名稱，但其實Lovelyz的粉絲名由來意外的簡單，就是Lovelyz in us（Lovelyz 在我們心中），希望与粉丝永远在一起的意思，雖然由來簡單但被公認字面上看起來很乾淨、優雅，非常符合Lovelyz給人的少女感受。

### 應援物品
2017年1月5日，Lovelyz出道二周年之際，成员们通过官方Vlive專頁正式公布应援手灯，成為Woollim娛樂第一個有官方應援手燈的女團。官方应援手灯于2017年1月13日正式发售。

## 演藝歷程

### 出道前
2010年4月，劉智愛在Mnet的實境節目《INFINITE - 你是我的哥哥》作為INFINITE的妹妹正式亮相。2011年，Baby Soul參與INFINITE正規一輯《Over the top》錄製，和INFINITE H合作歌曲《Crying》。同年6月4日，徐智秀參加tvN 《Korea's Got Talent》徵選。11月23日，Baby Soul發表數位單曲《關係不如陌生人》正式亮相。2012年1月18日，Baby Soul發表第二張數位單曲《她是隻花蝴蝶》。
同年6月10日，劉智愛在SBS 《Running Man》客串女學生，並表示劉智愛將是未來推出的新女團成員之一。7月，Baby Soul在不朽的名曲和INFINITE成員金聖圭、張東雨合作歌曲《海邊的女人》。11月，Baby Soul在INFINITE演唱會《Second invasion》和HOYA、張東雨表演歌曲《CRYING》。
2013年，Baby Soul參與了INFINITE H首張專輯錄製，並於3月分別在《Ment尹度玹的Must》和SBS人氣歌謠演唱《FLY HIGH》。同年4月24日，劉智愛發表數位單曲《Delight》，並與B1A4成員BARO演出MV。11月8日，JIN發表首張數位單曲《Gone/只是你不在》正式亮相，MV由EXO成員XiuMin及金裕貞出演。12月27日，除叡仁外Lovelyz七名成員和INFINITE一同在KBS歌謠大戰表演《Man in love》首次團體亮相。2014年5月20日，李美珠在INFINITE 正規二輯《Season 2》主打歌《Last Romeo》MV中擔任女主角。同年8月10日，JIN在INFINITE演唱會《그해여름2(那年夏天2)》和HOYA、張東雨表演歌曲《부딪쳐(碰撞)》。

### 正式出道

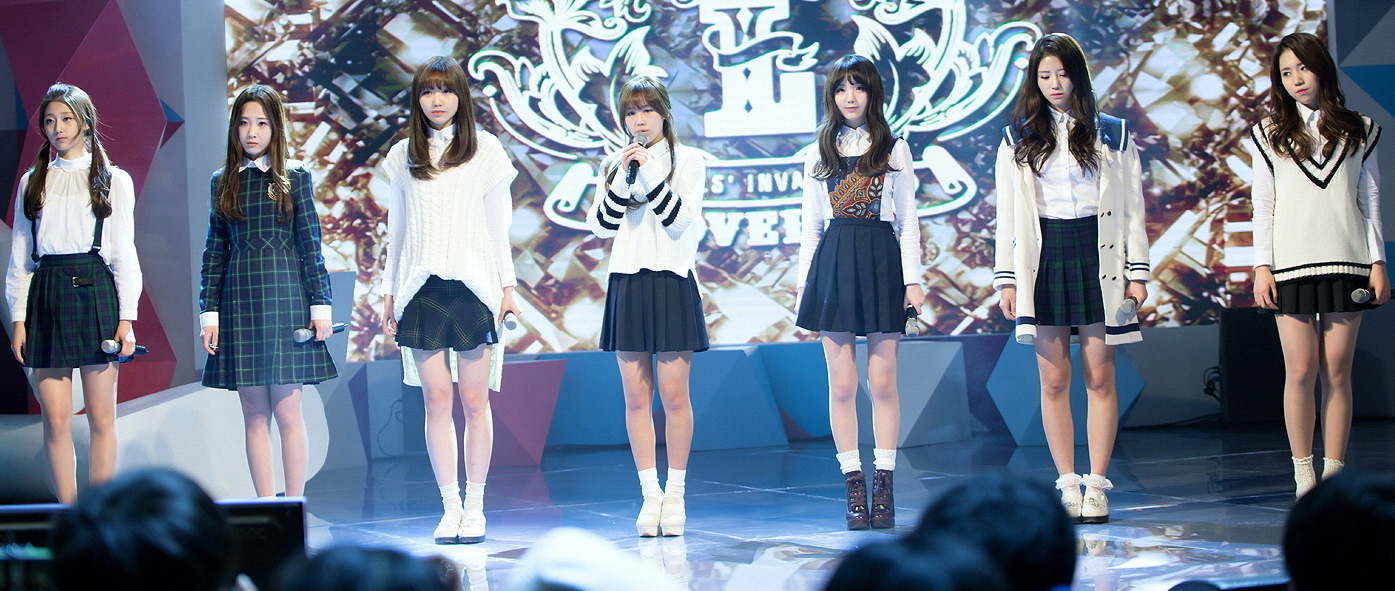
Lovelyz在12月21日於SBS歌謠大戰上表演

11月10日，官方公開先行曲《Good Night Like Yesterday》音源及MV。11月12日，舉辦出道Showcase正式出道。徐智秀因惡性謠言暫時離隊，缺席所有出道宣傳，包括其後正規一輯改版專輯《Hi~》的後續活動。11月13日，於《M! Countdown》表演出道舞台，並正式開始於各大音樂節目展開宣傳活動。11月14日-16日，於《音樂銀行》、《Show! 音樂中心》及《人氣歌謠》表演出道舞台後舉辦迷你粉絲見面會。11月17日，正式發行首張正規專輯《Girls' Invasion》，公開專輯音源及主打歌《Candy Jelly Love》MV。11月18日-12月12日，Naver StarCast逢周二及五播出一集出道全紀錄《Lovelyz Diary》。12月，樹整參與了INFINITE H第二張專輯錄製，並於12月7日和2015年1月26日分別在Brand New Music演唱會《Brand New Year 2014》和INFINITE H《Fly Again》Showcase演唱《부딪쳐(碰撞)》。

### 2015年
2月11日，釋出一輯後續回歸概念照。同日Woollim Entertainment公佈警方已逮捕於11月對成員徐智秀散發惡性謠言的犯人，已立案起訴並即將結案。在此之前，Lovelyz將會以七人狀態活動，徐智秀將在下一張專輯合流。2月16-23日，分別依次序釋出成員劉智愛、鄭叡仁、BabySoul、柳樹整、Kei、JIN、李美珠及團體七人的回歸概念照，並預告於3月3日回歸歌壇。2月17日，Naver StarCast釋出《Lovelyz Diary Season 2》預告，逢周二及五播出一集。3月3日，公開專輯音源及主打歌《안녕(Hi~)》MV。3月4日，發行正規一輯改版專輯《Hi~》。3月5日，於《M! Countdown》開始於各大音樂節目進行回歸舞台。4月16日，宣布結束正規一輯改版專輯主打歌《Hi~》的宣傳·活動，並宣傳將於4月17日於《音樂銀行》起以收錄曲《遊樂園》作後續宣傳活動。4月17日，於《音樂銀行》開始於各大音樂節目進行後續宣傳活動。5月8日，Woollim Entertainment公開了對在網路上散播成員徐智秀謠言的始作俑者的審判結果，全案正式告終。
8月27日，Woollim Entertainment公佈Lovelyz將會以八人狀態回歸，並公開全體回歸概念照。8月28日-9月4日，分別依次序釋出成員Kei、劉智愛、JIN、鄭叡仁、BabySoul、李美珠、柳樹整及徐智秀的回歸概念照。9月14日，官方公開先行曲《작별하나 (Shooting star)》音源及MV。9月22日-10月15日，Naver StarCast逢周二及四播出一集《Lovelyz Diary Season 3》。10月1日，公開專輯音源及主打歌《Ah-Choo》MV，及於《M! Countdown》開始於各大音樂節目進行回歸舞台。
11月11日，Lovelyz在V app《Lovelyz the 1st anniversary party》的直播中，公布官方粉絲名為「Lovelinus」（러블리너스）。11月25日，公開後續曲《Lovelinus》預告照。11月26日起每天公開一張個人預告照，依次為智愛、樹整、Kei、Jin、美珠、智秀、BabySoul、叡仁。12月7日，公開專輯音源及主打歌《그대에게(For you)》MV。12月11日於《音樂銀行》回歸，及開始於各大音樂節目進行回歸舞台。12月21日，Gaon Chart公開了2015年的女團總结算，該結果是以2015年1月1日至12月第1周的數據作為基準製作而成，Lovelyz在音源排名中获得第14名，在專輯銷售排名中获得第7名，综合排名位居第13名。

### 2016年

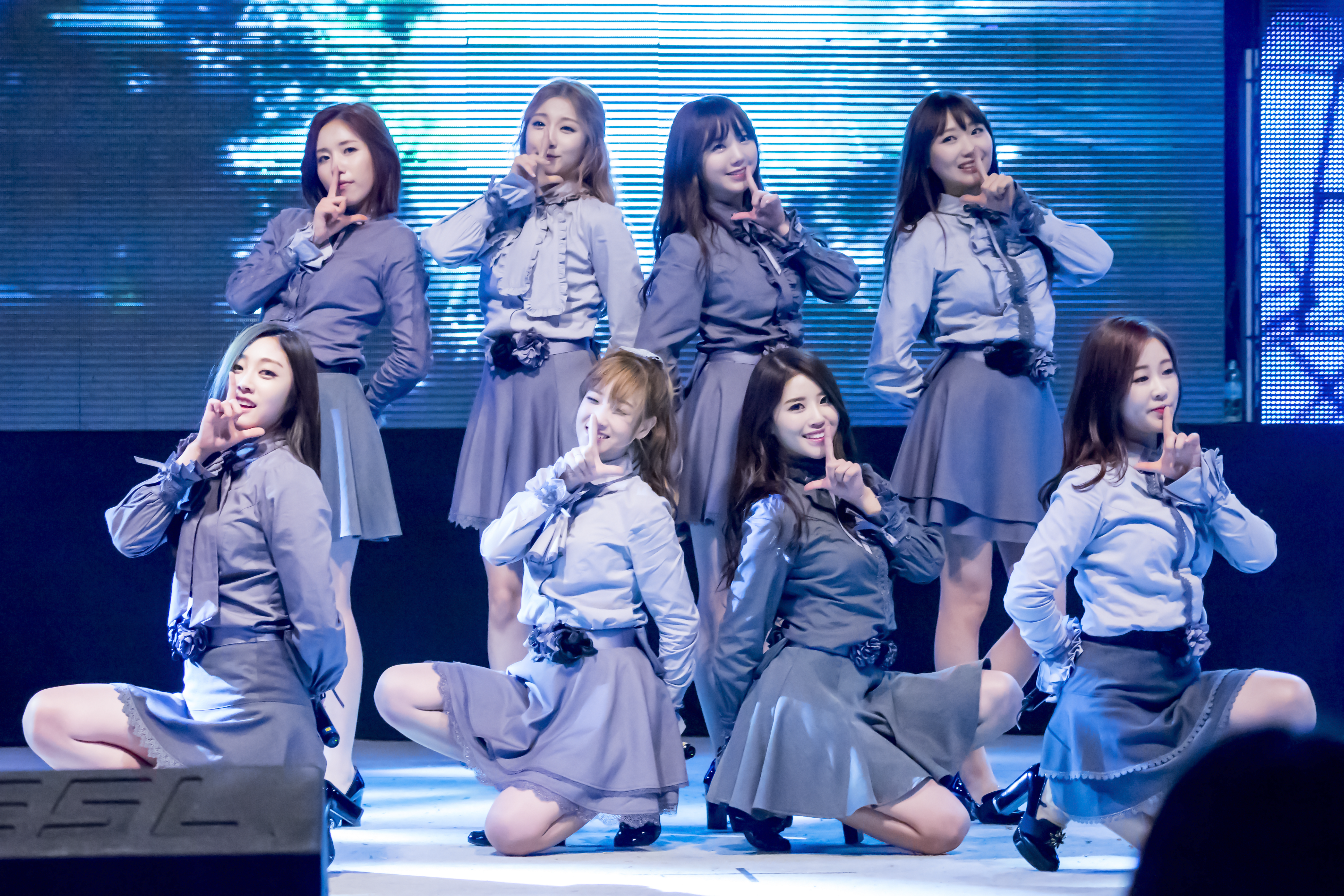
Lovelyz在5月19日於忠北国立大学庆典公演

4月4日，Woollim娛樂向媒體透露：Lovelyz在为回归做准备中，计划在本月底之前推出新的迷你专辑。4月5日，官方釋出「新三部曲」為首的第二張迷你專輯概念照。4月11日，公布回归序幕视频（窺視版），并公布将在4月25日回归。4月15日至19日，依次释出全体成员的个人概念照及公布回归序幕视频（完整版）。4月22日公开M/V预告。4月25日，举办回归Showcase，《A New Trilogy》正式發布，並公開專輯收錄曲音源及主打歌〈Destiny〉M/V。4月28日，於《M! Countdown》開始於各大音樂節目进行回归舞台。6月3日，成員美珠在《音乐银行》中演出時扭傷腳踝，表演结束後，美珠已前往醫院接受檢查。官方表示：美珠將在醫院接受治療，本週預定的行程無法參與，包括2016夢想演唱會與其他音樂節目打歌行程，而成員們將修改舞步走位，進行接下來行程的舞台表演。雖然腳踝受傷，但美珠憑著強大意志力完成整段演出，获得了许多网友称赞敬业，但也不少粉丝感到心疼。6月19日，于《人气歌谣》进行表演舞台后，结束迷你二辑的宣传。
8月2日，成為大韓民國軍人禁煙宣传大使。10月15日，成為仁川市宣傳大使。11月29日，Woollim娱乐在官咖中公布Lovelyz首次单独演唱会《冬季國度的LOVELYZ》的消息，演唱会将于1月13日至15日（共3日）在BLUE SQUARE三星卡厅举行。12月7日和12日，官方在推特上公开《冬季國度的LOVELYZ》第一波和第二波海报。12月15日，Gaon Chart公開了2016年的女團總结算，該結果是以2016年1月1日至12月第1周的數據作為基準製作而成，Lovelyz在音源排名中获得第11名，在專輯銷售排名中获得第9名，综合排名位居第11名。

### 2017年
1月3日和12日，官方释出《冬季國度的LOVELYZ》预告视频及预览视频。1月13日至15日，舉行首次演唱會《冬季國度的LOVELYZ》。1月15日，在演唱会《冬季國度的LOVELYZ》的最后一天，官方通过视频公开Lovelyz即将在来临的2月回归。2月7日，Woollim娛樂表示：Lovelyz將於本月27日攜正規專輯回歸，MV及專輯拍攝都已完成，目前正積極的準備回歸中。2月8日，官方释出第二張正规專輯概念照，而此专辑為「新三部曲」的第二部。2月14日至20日，依次释出全体成员的团体和个人概念照。2月20日，官方表示：成员叡仁在練習途中扭傷腳裸，目前上了石膏正進行休息，並會按叡仁的身體狀況才決定是否會进行回歸活動。2月22日和23日发布概念预告视频。2月24日公开M/V预告。2月26日，正规二辑《R U Ready?》正式發布，並公開專輯收錄曲音源及主打歌〈WoW!〉M/V。同日，於韓國時間晚間11时的數據為準，主打歌〈WoW!〉在Mnet即時榜上高居第一，在Genie及Olleh Music則位居第二，在NAVER Music及Bugs也有第三名的佳績，在MelOn则位居第17位，刷新了自身出道至今的纪录。这是Lovelyz出道至今首度发行音源便登上音源榜首。然而，Lovelyz新辑的歌曲在0时却突然掉出了榜单，而值得一提的是，新曲在Mnet、NAVER Music等榜单上的排名无误，唯有在MelOn出现了意外，而Lovelyz也成为了韩音源榜改版后的第一个受害者。2月27日，举办回归Showcase。3月2日，于《M! Countdown》开始于各大音乐节目进行回归舞台。3月22日，Woollim娛樂宣佈叡仁的腳裸狀態已轉好，並將在下週參與舞台表演，而接下来的所有活动将由全体成员一同参与。4月9日，于《人气歌谣》进行表演舞台后，结束正规二辑的宣传。
4月19日，Woollim娛樂向媒體透露：Lovelyz即將在五月份回歸，正在準備新專輯中。4月21日，官方公布回归序幕视频（窺視版），並公布將在5月2日回歸，而此专辑為「新三部曲」的最後一部。4月24日至28日，依次释出全体成员的個人和合体概念照及公布回归序幕视频（完整版）。5月1日公开M/V预告。5月2日，改版二辑《現在，我們》正式發布，並公開專輯收錄曲音源及主打歌〈Now, We〉M/V。5月6日，於《Show! 音樂中心》开始于各大音乐节目进行回归舞台。5月16日，憑〈Now, We〉一曲，於THE SHOW獲得出道以來首次音樂節目一位。5月20日，前往日本参与《M! Countdown》KCON 2017 JAPAN特辑，进行表演舞台后，结束改版二辑的宣传。6月1日，Woollim娱乐在官咖中公布Lovelyz第二次单独演唱会《Alwayz》的消息，演唱会将于7月29日和30日（共2日）在奥林匹克公园奥林匹克厅举行。6月20日和23日，官方在推特上公开《Alwayz》第一波和第二波画报。6月21日，Woollim娱乐表示：《Alwayz》演唱会第一天门票于5分钟内售罄。6月26日，Woollim娱乐公布Lovelyz首次海外单独演唱会《Alwayz》的消息，演唱会将于8月5日和6日（共2日）在东京Zepp Tokyo举行。7月14日和24日，官方释出《Alwayz》预告视频。7月29日，JIN於演唱會練習中扭傷腳裸，個人強烈堅持下，決定完成三個半小時演唱會才接受治療，並在接受治療後宣佈不影響之後活動。7月29日和30日，举行第二次演唱会《Alwayz》。8月5日和6日，於日本舉行首次海外演唱會《Alwayz》。
10月24日，Woollim娱乐公布Lovelyz首次海外Showcase的消息，Showcase将于12月9日（共1日）在台北ATT SHOWBOX举行。隔天，Woollim娛樂向媒體透露：Lovelyz即將在11月中旬回歸，最近M/V已完成拍攝。同日，官方公布回归序幕视频（窺視版），並公布將在11月14日回歸。10月30日至11月3日，依次释出全体成员的個人概念照，个人概念视频，独家和团体概念照及公布回归序幕视频（完整版）。10月5日和10日公开M/V预告。11月14日，举办回归Showcase，迷你三辑《Fall in Lovelyz》正式發布，並公開專輯收錄曲音源及主打歌〈Twinkle〉M/V。11月17日，于《音乐银行》开始于各大音乐节目进行回归舞台。11月28日，憑〈Twinkle〉一曲，於《THE SHOW》獲得出道以來第二次音樂節目一位。
12月9日，于台湾举行首次海外Showcase。12月18日，Gaon Chart公開了2017年的女團總结算，該結果是以2017年第1周至第49周的數據作為基準製作而成，Lovelyz在音源排名中获得第12名，在回歸次數中获得亚军，在專輯銷售排名中获得第6名，综合排名位居第9名，而對於今年的決算結果，Gaon Chart的首席研究委員表示：Lovelyz以稳固的粉丝团为基础，预计在即将到来的女团争霸赛中占据优势。12月20日，Woollim娱乐在官咖中公布Lovelyz第三次单独演唱会《冬季國度的LOVELYZ 2》的消息，演唱会将于2月2日至4日（共3日）在BLUE SQUARE三星卡厅举行。12月27日，官方在推特上公开《冬季國度的LOVELYZ 2》第一波画报。12月29日，Woollim娱乐表示：《冬季國度的LOVELYZ 2》演唱会门票于1分钟内售罄。

### 2018年
1月3日，官方在推特上公开《冬季國度的LOVELYZ 2》第二波画报。1月7日，于《人气歌谣》进行表演舞台后，结束迷你三辑的宣传。1月12日，Woollim娱乐公布Lovelyz第二次海外单独演唱会《冬季國度的LOVELYZ 2》的消息，演唱会将于2月10日和12日（共2日）分别在东京豊洲PIT和大阪Zepp Osaka Bayside举行。1月27日，官方释出《冬季國度的LOVELYZ 2》预告视频。2月2日至4日，举行第三次演唱会《冬季國度的LOVELYZ 2》。2月4日，在演唱会《冬季國度的LOVELYZ 2》的最后一天，官方通过视频公开Lovelyz即将在来临的4月回归。2月10日和12日，于日本举行演唱会《冬季國度的LOVELYZ 2》。2月17日至25日，前往日本进行迷你三辑《Fall in Lovelyz》发售纪念活动。
4月6日，Woollim娛樂正式宣布Lovelyz即將在4月23日發行第四张迷你專輯回歸。4月10日至17日，官方依次释出全体成员的第一波和第二波个人及团体概念照。4月18日和20日公开M/V预告。4月23日，举办回归Showcase，迷你四辑《治愈》正式发布，并公开专辑收录曲音源及主打歌〈That Day〉M/V。4月26日，于《M! Countdown》开始于各大音乐节目进行回归舞台。同日，在iTunes K-POP音樂榜中，於美國與香港拿下了下載量第一名，其他國家也都進入前十名內的佳绩。5月1日，憑〈That Day〉一曲，於《THE SHOW》獲得出道以來第三次音樂節目一位。5月3日，Woollim娱乐公布Lovelyz首次海外单独粉丝见面会《THE FAN》的消息，粉丝见面会将于6月16日（共1日）在香港九龙湾国际贸易中心举行。5月27日，于《人气歌谣》进行表演舞台后，结束迷你四辑的宣传。6月2日至10日，前往日本进行迷你四辑《治愈》发售纪念活动。6月16日，于香港举行首次海外粉丝见面会《THE FAN》。6月21日，Woollim娛樂宣布Lovelyz即將在7月1日發行特别數位單曲专辑回归，而该专辑只有七位成员进行参与，成员JIN因健康问题而未能进行活动。6月25日，释出成员们的团体概念照。6月26日和27日公开M/V预告。6月28日，于《M! Countdown》开始于各大音乐节目进行回归舞台。7月1日，特别数位单曲专辑《夏日的碎片》正式发布，并公开专辑收录曲音源及同名主打歌〈Wag-zak〉M/V。同日，于《人气歌谣》进行表演舞台后，结束特别数位单曲专辑的宣传。
7月3日，Woollim娱乐在官咖中公布Lovelyz時隔兩年七個月后第二次举行單獨粉丝见面会《LOVELY DAY 2》的消息，粉丝见面会将于7月28日和29日（共2日）在首爾奖忠体育馆举行。7月12日，官方宣布因為健康問題而暫時離開團體的成员JIN，將參與粉絲見面會與粉絲見面，屆時成員们將全部一起重返舞台。7月23日，官方释出《LOVELY DAY 2》预告视频。7月26日，Woollim娱乐公布Lovelyz第二次海外单独粉丝见面会《LOVELY DAY 2》的消息，粉丝见面会将于8月18日（共1日）在千叶舞滨圆形剧场举行。7月28日和29日，舉行第二次粉丝见面会《LOVELY DAY 2》。8月16日，Woollim娱乐在官咖中正式宣布Lovelyz即将在9月10日发行樂器伴奏專輯，以感谢粉丝一路以来的支持，而此次未进行任何宣传活动。Lovelyz成为K-pop中首次发行樂器伴奏專輯的女子团体。。8月18日，于日本举行第二次海外粉丝见面会《LOVELY DAY 2》。9月10日，樂器伴奏專輯《Muse on Music》正式发布，并公开专辑收录曲音源。
10月30日，Woollim娱乐向媒體透露：Lovelyz即將在11月26日發行新迷你專輯回歸，成員們目前已經在做最後的準備中。11月12日，官方在推特专业中公布了两则回归预告小视频。11月16日至21日，依次释出全体成员的第一波，独家和第二波个人概念照。11月20日和23日公开M/V预告。11月26日，举办回归Showcase，迷你五辑《SANCTUARY》正式发布，并公开专辑收录曲音源及主打歌〈Lost N Found〉M/V。11月30日，于《音乐银行》开始于各大音乐节目进行回归舞台。12月12日，Lovelyz于去年发布的迷你三辑《Fall in Lovelyz》主打歌〈Twinkle〉出现逆行的现象。2017年11月17日在《音樂銀行》中公開的〈Twinkle〉回歸舞台影片，于韩国时间早上进入Naver TV Top100 Chart中，下午2点在Naver TV Top100中上升到第4的位置，下午5点在Naver TV Top100中更是上升到了第1位。不只如此，在韩国时间下午6点，于Melon急速上升的排行榜中，〈Twinkle〉更是逆行上升到了第1位。而〈Twinkle〉一曲逆行的原因，推測是因为天氣突然變冷，而這首歌充滿了冬天的感覺，相當動聽，因此聽得人越來越多。12月17日，Gaon Chart公開了2018年的女團總结算，該結果是以2018年第1周至第49周的數據作為基準製作而成，Lovelyz在音源排名中获得第11名，在回歸次數中获得亚军，在專輯銷售排名中获得第9名，综合排名位居第12名。12月21日，于《音乐银行》呈献逆行歌曲〈Twinkle〉的特别舞台表演。12月26日，Woollim娱乐发表官方立场，将保护旗下艺人免受伤害，对不实谣言、恶意毁谤和损害名誉等采取法律措施。

### 2019年
1月3日，在《M! Countdown》600集特辑中，成员们特地表演了八人版的出道曲《Candy Jelly Love》，這也是她们首次在音樂節目上公開完全體的出道曲舞台。1月4日，Woollim娱乐在官咖中公布Lovelyz第四次单独演唱会《冬季國度的LOVELYZ 3》的消息，演唱会将于2月14日至17日（共4日）在首尔延世大学大讲堂举行。1月9日，于《Show Champion》进行表演舞台后，结束迷你五辑主打歌〈Lost N Found〉的宣传。1月10日，Woollim娱乐表示，為了報答在〈Lost N Found〉送上許多愛意的粉絲的聲援，決定以收到大量請求的收錄曲〈Rewind〉作為後續宣傳歌曲。同日，於《M! Countdown》開始於各大音樂節目進行後續宣傳舞台。1月20日，于《人气歌谣》进行表演舞台后，正式结束迷你五辑的宣传。
1月14日和17日，Woollim娱乐表示：《冬季国度的LOVELYZ 3》演唱会门票FanClub预售及一般门票均在开卖后1分钟内售罄。1月14日和21日，官方在推特上公开《冬季国度的LOVELYZ 3》第一波和第二波海报。1月25日至2月3日，前往日本进行迷你五辑《SANCTUARY》發售紀念活動。2月14日至17日，举行第四次演唱会《冬季國度的LOVELYZ 3》。2月18日，Woollim娱乐宣布Lovelyz即将于3月在亚洲举行巡回演唱会。演唱会以首尔为首站成功拉开序幕，接下来将会在新加坡、台湾和香港举行，而这也是Lovelyz的第一次单独巡回演唱会。演唱会于3月17日新加坡站、3月24日香港站和3月31日台北站结束后圆满画上句点。
4月23日，日本官咖正式成立。同日，Baby Soul时隔7年再度发表数位单曲《月牙儿》，而这首歌是由她本人亲自作词作曲。5月8日，Woollim娱乐官方释出《ONCE UPON A TIME》迷你专辑概念照，正式宣布Lovelyz即将于5月20日发行第六张迷你专辑回归。5月9日至14日，依次释出全体成员的第一波和第二波个人概念照。5月15日和17日公开M/V预告。5月20日，举办回归Showcase，《ONCE UPON A TIME》正式发布，并公开专辑收录曲音源及主打歌〈Beautiful Days〉M/V。6月10日，Woollim娱乐在官咖中公布Lovelyz第五次单独演唱会《Alwayz 2》的消息，演唱会将于8月2日至4日（共3日）在奥林匹克公园奥林匹克厅举行。
8月29日，出演綜藝節目《Queendom》。第一次競演主題－代表熱門曲，以重新編曲後的《Ah-Choo》 競演編為Girl Crush風格，卻因為原本的清純曲風改變太大，獲得第六名（3643/10000分）。第二次競演主題－翻唱其他出演者的歌曲，翻唱前輩Brown Eyed Girls 的《Sixth Sense》，原本是翻唱Oh My Girl的歌曲，但因为风格太相似的问题而放弃翻唱Oh My Girl的歌曲,在Queendom Queen测试中挑战成功而抽到<翻唱曲对决>自由券而决定翻唱Brown Eyed Girls的歌曲，掀起一時「強迫轉型」的争议。第二次競演獲得第四名（4986/10000分）第三次競演主題的第一回合「Unit Round」，Vocal Unit 由Kei為代表，與Mamamoo成员華莎合作演出Billie Eilish歌手的《Wish you were gay》，獲第一；Performance Unit 由叡仁 出戰，個人表演了<<親切的金子 OST>>，6puzzle 合演了《Power》，獲第四。第三次競演的第二回合「Fan朵拉的盒子」，《Cameo（舞台剧版）》校园爱情故事的风格奪得第三名（10504／15000分）。10月25日，Mnet釋出新曲《Moonlight》 音源。
10月8日，成員Kei以本名金志妍SOLO出道，首張專輯迷你專輯為《OVER AND OVER》。

### 2020年
5月20日，成員樹整以SOLO歌手身份出道，首張迷你專輯為《Tiger Eyes》。
9月1日，迷你七輯《UNFORGETTABLE》正式發布，9月8日於《THE SHOW》獲得出道以來第四次音樂節目一位。

### 2021年
4月，成員Kei參與由SHINee溫流所主演的音樂劇《太陽之歌》OST中的《Good-bye days》，此曲是翻唱自日本電影《太陽之歌》中歌手 YUI 演唱的歌曲。
5月，音樂劇《太陽之歌》方面宣布 SHINee 溫流、GOT7 崔榮宰、DAY6 元弼與 Lovelyz Kei 為主要演員。「夏藍」將由溫流、榮宰、元弼與音樂劇演員趙勳 (音譯) 演出；Kei、姜慧仁與李雅珍則演出「海娜」一角。另外，海娜的父親「徐俊宇 (音譯)」則會由金周昊與鄭義旭 (音譯) 演出。此音樂劇預計自2021年5月1日至7月25日在廣陵藝術中心 (Kwanglim Art Centre) BBCH Hall 演出，門票自2021年3月12日啟售。
11月1日，所属经纪公司Woollim娱乐发表官方声明，宣布与Lovelyz全員的专属合約將於11月16日届满，全員除Baby Soul外其餘均不續約；成员们也在官方社群媒体上传了各自的亲笔信。
11月16日，Lovelyz落下帷幕，於10月30日所举办的「Makestar AR Photobook签售会」是成员们以Lovelyz名义参与的最后一场官方行程。於2020年9月1日所推出的《UNFORGETTABLE》为她们生涯最后一张作品，结束了为期长达七年的团体活动。

### 2024年
3月30日，李美珠出演的MBC綜藝《玩甚麼好呢？》中，除了因行程問題缺席的JIN，其他成員全員到齊，這也是她們睽違已久的合體。以此為契機，讓她們確定加入《我們的慶典》特輯，並在6月29日的節目中，連JIN也一同登場，帶來了《Hi~》《Destiny》和《Ah-Choo》三首經典歌曲。
9月2日，官方帳號釋出預告，宣布將在11月舉辦出道10週年演唱會《冬季國度的LOVELYZ 4》。演唱會將於11月16日至17日，在首爾連續兩天開唱，接著11月24日來到澳門，12月1日前往台灣台北，最後在2025年1月26日於日本東京畫下句點。

### 2025年
2月28日，Woollim娱乐宣布與Baby Soul結束專屬合約，正式結束雙方長達11年的合作關係。公司在聲明中感謝她過去的努力與付出，並祝福她未來的發展。

## 成員列表
- 名字粗體為隊長。

| 已離開成員列表 | 已離開成員列表 | 已離開成員列表 | 已離開成員列表 | 已離開成員列表 | 已離開成員列表 | 已離開成員列表 | 已離開成員列表                 | 已離開成員列表                                     | 已離開成員列表 |
| 藝名           | 藝名           | 藝名           | 藝名           | 本名           | 本名           | 本名           | 出生日期及地點                 | 學歷                                               | 隊內擔當       |
| 中文           | 英文           | 諺文           | 日文           | 漢字           | 羅馬拼音       | 韓文           | 出生日期及地點                 | 學歷                                               | 隊內擔當       |
| -------------- | -------------- | -------------- | -------------- | -------------- | -------------- | -------------- | ------------------------------ | -------------------------------------------------- | -------------- |
| Baby Soul      | Baby Soul      |                |                | 李洙姃         | Lee Su Jeong   |                | 1992年7月6日 · 光州廣域市      | 雪月女子高中（畢業）                               | 隊長、主唱     |
| 劉智愛         | YooJiae        |                |                | 劉智愛         | Yoo Ji-Ae      |                | 1993年5月21日 · 首爾特别市     | 首爾公演藝術高中（畢業）                           | 副唱           |
| 徐智秀         | Seo Jisoo      |                |                | 徐智秀         | Seo Ji-Soo     |                | 1994年2月11日 · 仁川廣域市     | 仁川世元高中（畢業）                               | 副唱、主舞     |
| 李美珠         | Lee Mijoo      |                |                | 李美珠         | Lee Mi-Joo     |                | 1994年9月23日 · 忠淸北道沃川郡 | 沃川商業高中網路商務科（畢業）                     | 副唱、主舞     |
| Kei            | Kei            |                |                | 金志妍         | Kim Ji-Yeon    |                | 1995年3月20日 · 仁川廣域市     | 仁川永善高中（畢業）                               | 主唱           |
| Jin            | Jin            |                |                | 朴智羽         | Park Ji-Woo    |                | 1996年6月12日 · 首爾特別市     | 韓國表演藝術高中音樂科（畢業）                     | 主唱           |
| 柳樹整         | Ryu Sujeong    |                |                | 柳樹整         | Ryu Su-Jeong   |                | 1997年11月19日 · 大田廣域市    | 首爾公演藝術高中（畢業）                           | 領唱           |
| 鄭叡仁         | Jeong Yein     |                |                | 鄭叡仁         | Jeong Ye-In    |                | 1998年6月4日 · 仁川廣域市      | 韓國國際基督教學校（中退） *已取得高中同等學歷資格 | 副唱、領舞     |

### 成員變遷
注：
- 粉線：活动中
- 青線：舞台回歸
- 蓝線：未参与回归活动

## 音樂作品

### 正規專輯
- 2014-11-17《Girls' Invasion》
- 2017-02-26《R U Ready?》

### 改版專輯
- 2015-03-03《Hi~》
- 2017-05-02《現在，我們》

### 迷你專輯
- 2015-10-01《Lovelyz8》
- 2016-04-25《A New Trilogy》
- 2017-11-14《Fall in Lovelyz》
- 2018-04-23《治癒》
- 2018-11-26《SANCTUARY》
- 2019-05-20《ONCE UPON A TIME》
- 2020-09-01《UNFORGETTABLE》

### 單曲專輯
- 2015-12-07《Lovelinus》

### 樂器伴奏專輯
- 2018-09-10《Muse on Music》

### 特别數位單曲专辑
- 2018-07-01《夏日的碎片》

## 影視作品
Lovelyz影視作品列表

## 廣告代言
| 年份   | 種類       | 廣告名稱                 | 參與成員 | 備註     |
| ------ | ---------- | ------------------------ | -------- | -------- |
| 2015年 | 运动鞋品牌 | 블루마운틴(BlueMountain) | 全員     | 智秀缺席 |
| 2016年 | 線上遊戲   | 백발백중(Netmarble)      | 全員     |          |
| 2016年 | 化妆产品   | 시크릿키(SecretKey)      | 全員     |          |
| 2016年 | 線上遊戲   | 서든어택(Sudden Attack)  | 全員     |          |
| 2017年 | 手機遊戲   | 소녀함대(Girls Fleet)    | 全員     |          |
| 2017年 | 运动宣传   | 스포츠7330(Sports7330)   | 全員     |          |
| 2018年 | 手機遊戲   | 마성(MASUNG)             | 全員     |          |
| 2018年 | 包包品牌   | 러브캣(LOVCAT)           | 全員     |          |
| 2018年 | 香氛品牌   | 러비더비(LOVEYDOVEY)     | 全員     |          |

## 宣傳大使
| 年份   | 名稱                 | 參與成員 | 来源   |
| ------ | -------------------- | -------- | ------ |
| 2016年 | 韩国军人戒烟宣传大使 | 全員     | [ 66 ] |
| 2016年 | 仁川广域市宣传大使   | 全員     | [ 67 ] |
| 2017年 | 仁川广域市宣传大使   | 全員     | [ 67 ] |
| 2019年 | KPOP VRZON宣传大使   | Kei      | [ 68 ] |

## 特別公演
| 日期 | 名称 | 備註 |
| ---- | ---- | ---- |
| /    | /    | /    |

| 日期     | 名称                             | 備註     |
| -------- | -------------------------------- | -------- |
| 1月13日  | SMTown Coex Artium Grand Opening | 智秀缺席 |
| 1月26日  | INFINITE H Showcase              | 洙正     |
| 4月10日  | 汝矣島公園公演                   | 智秀缺席 |
| 4月12日  | 第36届 Song Contest for Workers  | 智秀缺席 |
| 4月24日  | 首爾樂天世界公園公演             | 智秀缺席 |
| 5月30日  | 成均館大學慈善公演               | 智秀缺席 |
| 8月22日  | 韓國爐石大師3決賽公演            | 智秀缺席 |
| 10月7日  | 京畿科學技術大學公演             |          |
| 10月8日  | 成均館大學慶典公演               |          |
| 10月14日 | 漢陽太學公演                     |          |
| 10月14日 | 安城韓京大學慶典                 |          |
| 11月26日 | 2015韩国文化娱乐目标庆典表演     |          |
| 12月26日 | 无限挑战EXPO                     |          |
| 12月28日 | SBS 2015超級模特選拔大賽祝賀公演 | Kei      |

| 日期     | 名称                                             | 備註 |
| -------- | ------------------------------------------------ | ---- |
| 1月20日  | 首爾永登浦時代廣場功夫熊貓3紅毯公演              |      |
| 2月15日  | 慶一大學公演                                     |      |
| 2月22日  | 韓國外國語大學公演                               |      |
| 2月23日  | ASEA航空職業技術學院公演                         |      |
| 2月24日  | 韓國岭南大学公演                                 |      |
| 2月25日  | 金烏工科大學公演                                 |      |
| 2月25日  | 漢拿大學公演                                     |      |
| 2月26日  | 東亞放送藝術大學入學式公演                       |      |
| 3月4日   | 青雲大學公演                                     |      |
| 3月5日   | 忠南大學公演                                     |      |
| 3月20日  | 2016 首爾國際馬拉松公演                          |      |
| 3月24日  | 2018俄羅斯世界杯亞洲預選賽公演                   |      |
| 3月24日  | 韓國隊東亞預賽競技祝賀公演                       |      |
| 3月29日  | 關東大學公演                                     |      |
| 4月15日  | 江南STYLE標誌建築揭幕式                          |      |
| 5月13日  | 路德大學玫瑰節公演                               |      |
| 5月18日  | 南首爾大學慶典公演                               |      |
| 5月19日  | 忠北国立大学慶典公演                             |      |
| 5月20日  | 首尔市立大学祝祭                                 |      |
| 5月20日  | Hadozin Festival 2016                            |      |
| 5月21日  | 首爾數碼大學祝祭                                 |      |
| 5月25日  | 高麗大學祝祭                                     |      |
| 5月26日  | 首爾東國大學慶典公演                             |      |
| 5月28日  | 慶尚北道開廳紀念同心音樂會                       |      |
| 6月15日  | 龍仁軍樂演奏會公演                               |      |
| 6月20日  | Boylondon 2016秋冬時尚新品發布會                 |      |
| 6月26日  | 東亞放送藝術大學入學式公演                       |      |
| 7月15日  | K-creative Festival                              |      |
| 7月19日  | 2016里約熱內盧奧運會大韓民國運動員代表團成立儀式 |      |
| 7月30日  | 奉化銀魚慶典                                     |      |
| 8月2日   | 軍人戒煙宣傳大使委任儀式                         |      |
| 8月13日  | 2016 南海尚州沙灘節公演                          |      |
| 8月20日  | 論山青少年文化節                                 |      |
| 9月22日  | 江原大學慶典公演                                 |      |
| 9月23日  | 釜山天主教大學公演                               |      |
| 9月29日  | 警察大學公演                                     |      |
| 10月5日  | 金浦大學校慶                                     |      |
| 10月5日  | 仁德大學校慶                                     |      |
| 10月6日  | 2016 Army Concert in Suwon                       |      |
| 10月7日  | U1大學校慶                                       |      |
| 10月7日  | 光州大學校慶                                     |      |
| 10月15日 | 仁川市民日紀念團結慶典公演                       |      |
| 10月15日 | 清州市慶祝音樂會                                 |      |
| 10月16日 | 水原市 經典K聯賽公演                             |      |
| 10月27日 | 瑞靖大學公演                                     |      |
| 11月19日 | Blade & Soul tournament 2016                     |      |
| 11月19日 | KT GiGA盛典公演                                  |      |

| 日期     | 名称                                | 備註 |
| -------- | ----------------------------------- | ---- |
| 4月1日   | KRX 2017 BULLS RACE                 |      |
| 4月9日   | 首爾上龍車展 K-POP CONCERT          |      |
| 5月18日  | 2017 檀國大學天安校區慶典           |      |
| 6月3日   | 第1屆 平澤市青少年海洋歷史Concert   |      |
| 6月8日   | 2017 原州市民健康Concert            |      |
| 8月18日  | 第12届 全國海洋運動盛會             |      |
| 8月26日  | 第14届 Chupungryeong Music Festival |      |
| 9月1日   | 2017 清州直指音樂會                 |      |
| 9月8日   | 第28屆 韓國DELCAM使用者會議         |      |
| 9月16日  | 第1屆 韓中電影節                    |      |
| 9月27日  | 韓國航空大學慶典                    |      |
| 9月28日  | 青年大學慶典                        |      |
| 10月12日 | 大元大學慶典                        |      |
| 10月21日 | 2017 慶尚北道青年節                 |      |
| 10月26日 | 安東科技大學慶典                    |      |
| 10月28日 | LG青少年成長慶典                    |      |
| 11月1日  | 洪川军事统一演唱会                  |      |
| 11月27日 | GIOAMI Power of K                   |      |
| 12月16日 | 12月黄色圣诞节                      |      |

| 日期     | 名称                              | 備註 |
| -------- | --------------------------------- | ---- |
| 1月23日  | 2018 平昌冬季奧運聖火傳遞慶祝活動 |      |
| 3月2日   | 培材大學入學典禮                  |      |
| 3月6日   | 水原大學入學典禮                  |      |
| 3月17日  | 2018 平昌冬季残奥会庆祝公演       |      |
| 3月31日  | 2018 釜山青年就業與創業文化慶典   |      |
| 4月27日  | 世界勞動節勞工音樂大慶典          |      |
| 5月15日  | 明知大學自然校區大學慶典          |      |
| 5月16日  | 仁荷大學慶典                      |      |
| 5月17日  | 韓國觀光大學慶典                  |      |
| 5月18日  | 水原科學大學慶典                  |      |
| 5月30日  | 尚志大學大學慶典                  |      |
| 8月3日   | 第5屆 國際PATROL慶典              |      |
| 8月16日  | 第25屆 世界童子軍大會             |      |
| 9月15日  | 大邱GLOBAL遊戲文化慶典            |      |
| 9月20日  | 京畿大學大學庆典                  |      |
| 9月29日  | LG分享幸福Festival                |      |
| 10月7日  | 2018 安城男寺黨慶典               |      |
| 10月11日 | 青雲大學洪城校區大學慶典          |      |
| 10月12日 | 青雲大學仁川校區大學慶典          |      |
| 10月13日 | 第36屆 八馬市民藝術節             |      |
| 10月20日 | 第24屆 巨濟市民紀念活動           |      |
| 10月26日 | 2018 和順菊花盛宴                 |      |
| 11月17日 | 天安青少年DoDream Festival        |      |
| 12月15日 | Volkswagen祝賀公演                |      |

| 日期    | 名称                         | 備註 |
| ------- | ---------------------------- | ---- |
| 3月9日  | DGB 大邱银行公园开幕祝贺公演 | /    |
| 5月3日  | 月尾島 Music Festival        | /    |
| 5月11日 | 大邱青年艺术节               | /    |
| 5月16日 | 星州生命文化慶典 2019        | /    |
| 5月24日 | 京珉大学慶典公演             |      |
| 5月25日 | 高麗大學慶典公演             | /    |
| 5月31日 | Smilegate Workshop           | /    |
| 6月1日  | True Friend Festival         | /    |

## 簽名會
| 年份 | 日期     | 地點     | 備註     |
| ---- | -------- | -------- | -------- |
| 2014 | 11月28日 | 新村     | 智秀缺席 |
| 2014 | 11月29日 | 日山     | 智秀缺席 |
| 2014 | 11月30日 | 水原     | 智秀缺席 |
| 2014 | 12月13日 | 江南     | 智秀缺席 |
| 2014 | 12月14日 | 清凉里站 | 智秀缺席 |
| 2014 | 12月26日 | 大邱     | 智秀缺席 |
| 2014 | 12月26日 | 釜山     | 智秀缺席 |

| 年份 | 日期    | 地點     | 備註     |
| ---- | ------- | -------- | -------- |
| 2015 | 3月21日 | 龙山     | 智秀缺席 |
| 2015 | 3月22日 | 光化门   | 智秀缺席 |
| 2015 | 3月28日 | 大邱     | 智秀缺席 |
| 2015 | 3月28日 | 釜山     | 智秀缺席 |
| 2015 | 3月29日 | 仁川     | 智秀缺席 |
| 2015 | 4月4日  | 清凉里站 | 智秀缺席 |
| 2015 | 4月5日  | 汝矣岛   | 智秀缺席 |

| 年份 | 日期     | 地點     | 備註 |
| ---- | -------- | -------- | ---- |
| 2015 | 10月10日 | 龍山     |      |
| 2015 | 10月11日 | 大邱     |      |
| 2015 | 10月11日 | 釜山     |      |
| 2015 | 10月17日 | 仁川     |      |
| 2015 | 10月24日 | 盆唐     |      |
| 2015 | 11月1日  | COEX商场 |      |
| 2015 | 11月1日  | 大田     |      |
| 2015 | 11月1日  | 光州     |      |

| 年份 | 日期    | 地點   | 備註 |
| ---- | ------- | ------ | ---- |
| 2016 | 5月6日  | 永登浦 |      |
| 2016 | 5月7日  | 水原   |      |
| 2016 | 5月8日  | 木洞   |      |
| 2016 | 5月27日 | 江南   |      |
| 2016 | 5月29日 | 大邱   |      |
| 2016 | 5月29日 | 釜山   |      |

| 年份 | 日期    | 地點     | 備註 |
| ---- | ------- | -------- | ---- |
| 2017 | 3月3日  | 木洞     |      |
| 2017 | 3月4日  | 水原     |      |
| 2017 | 3月5日  | 新村     |      |
| 2017 | 3月10日 | 龍山     |      |
| 2017 | 3月11日 | 仁川     |      |
| 2017 | 3月17日 | 龍山     |      |
| 2017 | 3月18日 | 木洞     |      |
| 2017 | 3月19日 | 釜山     |      |
| 2017 | 3月19日 | 大邱     |      |
| 2017 | 3月19日 | 大田     |      |
| 2017 | 3月24日 | COEX商场 |      |
| 2017 | 4月7日  | 蚕室     |      |
| 2017 | 4月8日  | 东大门   |      |

| 年份 | 日期    | 地點     | 備註 |
| ---- | ------- | -------- | ---- |
| 2017 | 5月5日  | 明洞     |      |
| 2017 | 5月5日  | 盆唐     |      |
| 2017 | 5月6日  | 日山     |      |
| 2017 | 5月7日  | 大学路   |      |
| 2017 | 5月12日 | 龍山     |      |
| 2017 | 5月13日 | 新村     |      |
| 2017 | 5月14日 | 仁川     |      |
| 2017 | 5月21日 | 涩谷     |      |
| 2017 | 5月22日 | 池袋     |      |
| 2017 | 5月23日 | 御台场   |      |
| 2017 | 5月24日 | 大阪     |      |
| 2017 | 5月25日 | 大阪     |      |
| 2017 | 6月4日  | COEX商场 |      |

| 年份 | 日期     | 地點     | 備註    |
| ---- | -------- | -------- | ------- |
| 2017 | 11月18日 | COEX商场 |         |
| 2017 | 11月18日 | 新村     | Kei缺席 |
| 2017 | 11月25日 | 狎鸥亭洞 |         |
| 2017 | 11月26日 | 芦原     |         |
| 2017 | 12月1日  | 龍山     |         |
| 2017 | 12月2日  | 仁川     |         |
| 2017 | 12月3日  | 东大门   |         |
| 2017 | 12月10日 | 台北     |         |
| 2017 | 12月15日 | 永登浦   |         |
| 2017 | 12月17日 | 釜山     |         |
| 2018 | 2月17日  | 东京     |         |
| 2018 | 2月18日  | 千叶     |         |
| 2018 | 2月19日  | 东京     |         |
| 2018 | 2月20日  | 东京     |         |
| 2018 | 2月22日  | 东京     |         |
| 2018 | 2月23日  | 大阪     |         |
| 2018 | 2月24日  | 大阪     |         |
| 2018 | 2月25日  | 大阪     |         |

| 年份 | 日期    | 地點        | 備註 |
| ---- | ------- | ----------- | ---- |
| 2018 | 4月28日 | 明洞        |      |
| 2018 | 5月4日  | 永登浦      |      |
| 2018 | 5月5日  | 光化门      |      |
| 2018 | 5月5日  | 永登浦      |      |
| 2018 | 5月20日 | 弘大 (首尔) |      |
| 2018 | 5月27日 | 中区 (首尔) |      |
| 2018 | 6月2日  | 大阪        |      |
| 2018 | 6月3日  | 兵库        |      |
| 2018 | 6月4日  | 名古屋      |      |
| 2018 | 6月6日  | 东京        |      |
| 2018 | 6月7日  | 东京        |      |
| 2018 | 6月8日  | 神奈川      |      |
| 2018 | 6月9日  | 东京        |      |
| 2018 | 6月10日 | 千叶        |      |

| 年份 | 日期     | 地點        | 備註 |
| ---- | -------- | ----------- | ---- |
| 2018 | 11月30日 | 汝矣岛      |      |
| 2018 | 12月2日  | 永登浦      |      |
| 2018 | 12月7日  | 木洞        |      |
| 2018 | 12月8日  | 中区 (首尔) |      |
| 2018 | 12月14日 | 龍山        |      |
| 2018 | 12月16日 | 芦原        |      |
| 2018 | 12月23日 | 仁川        |      |
| 2018 | 12月23日 | 狎鸥亭洞    |      |
| 2019 | 1月5日   | 上岩        |      |
| 2019 | 1月25日  | 大阪        |      |
| 2019 | 1月26日  | 大阪        |      |
| 2019 | 1月27日  | 名古屋      |      |
| 2019 | 1月28日  | 川崎        |      |
| 2019 | 1月29日  | 东京        |      |
| 2019 | 1月31日  | 东京        |      |
| 2019 | 2月1日   | 东京        |      |
| 2019 | 2月2日   | 千叶        |      |
| 2019 | 2月3日   | 东京        |      |

| 年份 | 日期    | 地點         | 備註 |
| ---- | ------- | ------------ | ---- |
| 2019 | 5月26日 | 光化門       |      |
| 2019 | 5月31日 | 狎鷗亭羅德奧 |      |
| 2019 | 6月2日  | 江南         |      |
| 2019 | 6月7日  | DMC上岩      |      |
| 2019 | 6月9日  | 金浦         |      |
| 2019 | 6月14日 | 木洞         |      |
| 2019 | 6月15日 | 內方         |      |
| 2019 | 6月16日 | 弘大         |      |
| 2019 | 6月22日 | 明洞         |      |
| 2019 | 6月23日 | 新村         |      |
| 2019 | 6月29日 | 永登浦       |      |
| 2019 | 6月30日 | 弘大         |      |
| 2019 | 7月6日  | 大田         |      |
| 2019 | 7月7日  | 釜山         |      |
| 2019 | 7月7日  | 大邱         |      |

| 年份 | 日期     | 名称                                                      | 備註 |
| ---- | -------- | --------------------------------------------------------- | ---- |
| 2016 | 12月17日 | Lovelyz 2017 SEASON GREETING 紀念簽名會                   |      |
| 2018 | 1月6日   | Lovelyz 2018 SEASON GREETING 紀念簽名會                   |      |
| 2018 | 7月24日  | News-Ade 《KAKAOTALK給的簽名會》                          |      |
| 2019 | 1月12日  | Lovelyz 2019 SEASON GREETING 紀念簽名會                   |      |
| 2019 | 8月10日  | Makestar 《Makestar粉絲簽名會》                           |      |
| 2019 | 8月17日  | Lovelyz 2019冬季國家的Lovelyz Bluray Kihno發售紀 念簽名會 |      |

## 演唱會
| 日期                                          | 演唱會站次                             | 舉行地點                               |
| LOVELYZ CHRISTMAS SPECIAL MINI CONCERT        | LOVELYZ CHRISTMAS SPECIAL MINI CONCERT | LOVELYZ CHRISTMAS SPECIAL MINI CONCERT |
| --------------------------------------------- | -------------------------------------- | -------------------------------------- |
| 2016年12月7日                                 | 首爾站                                 | SQUARE1 1楼专门广场舞台                |
| LOVELYZ CONCERT 《LOVELYZ OF WINTER WORLD》   |                                        |                                        |
| 2017年1月13日-15日                            | 首爾站                                 | BLUE SQUARE三星卡廳                    |
| LOVELYZ CONCERT 《ALWAYZ》                    |                                        |                                        |
| 2017年7月29日-30日                            | 首爾站                                 | 奥林匹克公园奥林匹克厅                 |
| 2017年8月5日-6日                              | 東京站                                 | Zepp Tokyo                             |
| LOVELYZ CONCERT 《LOVELYZ 2 OF WINTER WORLD》 |                                        |                                        |
| 2018年2月2日-4日                              | 首爾站                                 | BLUE SQUARE三星卡廳                    |
| 2018年2月10日                                 | 東京站                                 | 豊洲PIT                                |
| 2018年2月12日                                 | 大阪站                                 | Zepp Osaka Bayside                     |
| LOVELYZ CONCERT 《LOVELYZ 3 OF WINTER WORLD》 |                                        |                                        |
| 2019年2月14日-17日                            | 首爾站                                 | 延世大学大讲堂                         |
| 2019年3月17日                                 | 新加坡站                               | Zepp@BIGBOX                            |
| 2019年3月24日                                 | 香港站                                 | 亚洲国际博览馆 RUNWAY 11               |
| 2019年3月31日                                 | 台北站                                 | TICC台北国际会议中心                   |
| LOVELYZ CONCERT 《ALWAYZ 2》                  |                                        |                                        |
| 2019年8月2日-4日                              | 首爾站                                 | 奥林匹克公园奥林匹克厅                 |
| Lovelyz 10th Anniversary Concert              |                                        |                                        |
| 2024年11月16日-17日                           | 首爾站                                 | 蠶室學生體育館                         |
| 2024年11月24日                                | 澳門站                                 | 梅菲爾大型宴會廳                       |
| 2024年12月1日                                 | 台北站                                 | 臺灣大學綜合體育館                     |
| 2025年1月26日                                 | 東京站                                 | 豊洲PIT                                |

| 日期                                           | 演唱會站次                                    | 舉行地點                                      |
| 第一張正規專輯《Girls' Invasion》出道Showcase  | 第一張正規專輯《Girls' Invasion》出道Showcase | 第一張正規專輯《Girls' Invasion》出道Showcase |
| ---------------------------------------------- | --------------------------------------------- | --------------------------------------------- |
| 2014年11月12日                                 | 首爾站                                        | AX-KOREA                                      |
| 第二張迷你專輯《A New Trilogy》回歸Showcase    |                                               |                                               |
| 2015年4月25日                                  | 首爾站                                        | BLUE SQUARE三星卡廳                           |
| 第二張正規專輯《R U Ready? 》回歸Showcase      |                                               |                                               |
| 2017年2月27日                                  | 首爾站                                        | BLUE SQUARE三星卡廳                           |
| 第三張迷你專輯《Fall in Lovelyz》回歸Showcase  |                                               |                                               |
| 2017年11月14日                                 | 首爾站                                        | BLUE SQUARE三星卡廳                           |
| Lovelyz 1st Showcase in Taiwan                 |                                               |                                               |
| 2017年12月9日                                  | 台北站                                        | ATT SHOWBOX                                   |
| 第四張迷你專輯《治愈》回歸Showcase             |                                               |                                               |
| 2018年4月23日                                  | 首爾站                                        | BLUE SQUARE三星卡廳                           |
| 第五張迷你專輯《SANCTUARY》回歸Showcase        |                                               |                                               |
| 2018年11月26日                                 | 首爾站                                        | YES24 LIVE HALL                               |
| 第六張迷你專輯《ONCE UPON A TIME》回歸Showcase |                                               |                                               |
| 2019年5月20日                                  | 首爾站                                        | BLUE SQUARE三星卡廳                           |

| 日期                                            | 演唱會站次                            | 舉行地點                              |
| LOVELYZ 1st FAN MEETING《LOVELY DAY》           | LOVELYZ 1st FAN MEETING《LOVELY DAY》 | LOVELYZ 1st FAN MEETING《LOVELY DAY》 |
| ----------------------------------------------- | ------------------------------------- | ------------------------------------- |
| 2015年12月5日                                   | 首爾站                                | AX-KOREA                              |
| LOVELYZ ASIA FAN MEETING《THE FAN》in HONG KONG |                                       |                                       |
| 2018年6月16日                                   | 香港站                                | 九龍灣國際貿易中心                    |
| LOVELYZ 2nd FAN MEETING《LOVELY DAY 2》         |                                       |                                       |
| 2018年7月28日-29日                              | 首爾站                                | 獎忠體育館                            |
| 2018年8月18日                                   | 千叶站                                | 舞滨圆形剧场                          |

| 日期          | 名称                              | 備註    |
| ------------- | --------------------------------- | ------- |
| 2016年6月25日 | LOVELYZ SUDDEN ATTACK FAN MEETING | [ 101 ] |
| 2017年12月3日 | LOVELYZ SUDDEN ATTACK FAN MEETING | [ 102 ] |

| 年份   | 日期     | 演唱會名稱                             | 舉行地點                     |
| ------ | -------- | -------------------------------------- | ---------------------------- |
| 2014年 | 12月11日 | THE SHOW K-Pop Winter Special          | /                            |
| 2014年 | 12月21日 | M COUNTDOWN Christmas Special          | /                            |
| 2014年 | 12月25日 | 2014 SBS歌谣大战                       | 首尔江南区三成洞COEX         |
| 2014年 | 12月31日 | 2014 MBC歌谣大祭典                     | 京畿道一山MBC Dream Center   |
| 2015年 | 4月22日  | KCON 2015 JAPAN                        | 埼玉超级竞技场               |
| 2015年 | 5月10日  | KBS开放音樂會                          | 蔚山                         |
| 2015年 | 5月16日  | 2018平昌冬季奥林匹克G-1000庆祝公演     | 韩国奥林比克公园             |
| 2015年 | 5月23日  | 2015 夢想演唱會                        | 首尔世界杯竞技场             |
| 2015年 | 8月27日  | Korea Brand & Entertainment Expo 2015  | 上海                         |
| 2015年 | 9月12日  | 2015 DMC Festival Asia Music Network   | MBC上岩文化广场              |
| 2015年 | 9月20日  | 2015 Hallyu Dream Festival             | 慶州市民運動場               |
| 2015年 | 10月6日  | THE SHOW One-Asia Seoul Mega Concert   | 首尔广场                     |
| 2015年 | 10月9日  | DDP 音乐银行特辑                       | 东大门设计广场               |
| 2015年 | 10月16日 | 2015 SKY FESTIVAL 音乐银行特輯         | 仁川国际機場                 |
| 2015年 | 10月17日 | 2015 仁川K-Pop Concert                 | 仁川文鹤竞技场               |
| 2015年 | 10月18日 | KBS开放音樂會                          | KBS电视台音乐厅              |
| 2015年 | 10月25日 | 2015 K-Pop Jeju Festival               | 韩国济州岛世界杯竞技场       |
| 2015年 | 10月31日 | 2015 Asia Dream Concert                | 首尔高尺天空巨蛋             |
| 2015年 | 11月6日  | 體育世界-幫助多文化家庭的希望演唱會    | 龍山IPARK Mall               |
| 2015年 | 11月13日 | 樂天世界Night Party                    | 蠶室樂天世界                 |
| 2015年 | 11月17日 | MBC Good Friends Concert               | MBC上岩媒体中心1楼公共大厅   |
| 2015年 | 12月6日  | 2015 百事演唱會                        | 首爾奧林匹克體操競技場       |
| 2015年 | 12月19日 | RIDE-ING CONCERT IN VIVALDI PARK       | Skiworld 主舞台              |
| 2015年 | 12月27日 | 2015 SBS歌谣大战                       | 首尔江南区三成洞COEX         |
| 2015年 | 12月31日 | 2015 MBC歌谣大祭典                     | 京畿道一山MBC Dream Center   |
| 2016年 | 1月19日  | Play The Challenge 演唱會              | 首爾大學文化館               |
| 2016年 | 1月23日  | 新韓銀行綜合業績評價大會祝賀公演       | 奧林匹克體操競技場           |
| 2016年 | 4月9日   | KCON 2016 JAPAN                        | 日本幕張展覽館               |
| 2016年 | 4月24日  | POWER OF K 2016 KOREA TV FES IN JAPAN  | 日本幕張展覽館               |
| 2016年 | 4月30日  | KBS开放音樂會                          | 泰安                         |
| 2016年 | 5月14日  | 2016 大邱青少年舞台藝術Festival        | KOLON野外音樂堂              |
| 2016年 | 6月4日   | 2016 夢想演唱會                        | 首爾世界盃競技場             |
| 2016年 | 6月18日  | 2016 Thank U Festival                  | MBC上岩文化广场              |
| 2016年 | 6月22日  | 新韩银行29秒录影颁奖典礼               | 韩国经济日报18楼Dasan Hall   |
| 2016年 | 6月24日  | KNN HOPE Concert                       | 庆尚南道Provincial Hall      |
| 2016年 | 9月3日   | 第10屆 茶山大賞頒獎典禮                | 南揚州茶山生態公園茶山舞台   |
| 2016年 | 9月24日  | 韩国河南市歌王大賽                     | Hanam Union Park             |
| 2016年 | 9月25日  | 2016 日韩交流会                        | 东京日比谷公園               |
| 2016年 | 9月30日  | 2016 Korea Sale FESTA                  | 首爾江南區永東大路一帶       |
| 2016年 | 10月1日  | 2016 DMC FESTIVAL                      | MBC上岩文化广场              |
| 2016年 | 10月22日 | Severance Family Concert               | 延世大学                     |
| 2016年 | 12月13日 | 2016 KBO金手套颁奖典礼                 | The K Hotel首爾會展中心大廳  |
| 2016年 | 12月23日 | 音乐银行年末结算圣诞特辑               | /                            |
| 2016年 | 12月24日 | Show! 音樂中心年末特辑                 | /                            |
| 2016年 | 12月26日 | 2016 SBS歌谣大战                       | 首尔江南区三成洞COEX         |
| 2017年 | 4月23日  | KBS开放音樂會                          | KBS电视台音乐厅              |
| 2017年 | 5月20日  | KCON 2017 JAPAN                        | 日本幕张展览馆               |
| 2017年 | 8月13日  | 2017 Solaire Kpop Concert              | 马尼拉Solaire Grand Ballroom |
| 2017年 | 9月9日   | 2017 仁川K-Pop Concert                 | 仁川文鹤竞技场               |
| 2017年 | 9月30日  | 2017 FEVER FESTIVAL                    | 首尔广场                     |
| 2017年 | 10月7日  | MBC MU:CON A.M.N Big Concert           | MBC上岩文化广场              |
| 2017年 | 12月21日 | M COUNTDOWN in GWANGJU                 | 国立亚洲文化殿堂艺术剧场     |
| 2017年 | 12月31日 | 2017 MBC歌谣大祭典                     | 京畿道一山MBC Dream Center   |
| 2018年 | 4月12日  | Posco 50周年紀念音樂會                 | 浦项市                       |
| 2018年 | 4月29日  | KBS开放音樂會                          | KBS电视台音乐厅              |
| 2018年 | 5月12日  | 2018 夢想演唱會                        | 首爾世界盃競技場             |
| 2018年 | 8月25日  | Billboard Peace Concert                | 江原道旌善High1度假村        |
| 2018年 | 9月8日   | 2018 Korean Music Wave                 | MBC上岩文化广场              |
| 2018年 | 9月14日  | 2018 FEVER FESTIVAL                    | SK奥林匹克手球馆             |
| 2018年 | 10月3日  | 广安开放音乐会                         | BEXCO釜山會展中心            |
| 2018年 | 10月6日  | K CONTENT EXPO 2018 INDONESIA          | 雅加达The Kasablanka Hall    |
| 2018年 | 11月9日  | Korea-Russia Cooperation Forum Concert | 浦项市                       |
| 2018年 | 12月11日 | 2018 Dong-A Sports Award               | 首尔四季酒店                 |
| 2018年 | 12月21日 | 音乐银行年末结算圣诞特辑               | /                            |
| 2018年 | 12月28日 | 2018 KBS歌谣盛典                       | 首尔汝矣岛KBS大厅            |
| 2018年 | 12月31日 | 2018 MBC歌谣大祭典                     | 京畿道一山MBC Dream Center   |
| 2019年 | 1月3日   | M COUNTDOWN 600集特辑                  | /                            |
| 2019年 | 2月4日   | Power of K Tokyo                       | 日本东京市                   |
| 2019年 | 2月9日   | 春川和平文化庆典                       | 春川市                       |
| 2019年 | 4月6日   | The 57th Gyeongbuk Sports Festival     |                              |
| 2019年 | 4月11日  | Patriotic Music Festival               | 韓國獨立紀念館               |
| 2019年 | 4月18日  | ROCK MUSIC FESTIVAL                    |                              |
| 2019年 | 4月27日  | KOREA TIMES MUSIC FESTIVAL             | 好莱坞露天剧场               |
| 2019年 | 5月3日   | 1st Wolmido MUSIC FESTIVAL             | 仁川                         |
| 2019年 | 5月16日  | 2019 Seongju Life Culture Festival     |                              |
| 2019年 | 6月8日   | DMZ P.O.P Concert                      |                              |

## 獎項

### 大型颁奖典礼奖项

#### 大韓民國文化演藝大賞
| 颁奖日期 | 届数   | 奖项           | 提名项目 | 结果 |
| -------- | ------ | -------------- | -------- | ---- |
| 2015年   | 第23屆 | KPOP部門歌手獎 | Lovelyz  | 獲獎 |

#### 亚洲模特奖（Asia Model Awards）
| 颁奖日期 | 届数   | 奖项                | 提名项目 | 结果 |
| -------- | ------ | ------------------- | -------- | ---- |
| 2019年   | 第14届 | Popular Star Awards | Lovelyz  | 獲獎 |

#### Soribada最佳音樂大獎（Soribada Best K-Music Awards）
| 颁奖日期      | 届数  | 奖项         | 提名项目 | 结果 |
| ------------- | ----- | ------------ | -------- | ---- |
| 2019年8月23日 | 第3届 | 新韓流藝人獎 | Lovelyz  | 獲獎 |

### 音樂節目獎項
| 年份   | 日期     | 電視台  | 節目名稱 | 獲獎歌曲  | 排名 |
| ------ | -------- | ------- | -------- | --------- | ---- |
| 2017年 | 5月16日  | SBS MTV | THE SHOW | Now, We   | 1位  |
| 2017年 | 11月28日 | SBS MTV | THE SHOW | Twinkle   | 1位  |
| 2018年 | 5月1日   | SBS MTV | THE SHOW | 那天的你  | 1位  |
| 2020年 | 9月8日   | SBS MTV | THE SHOW | Obliviate | 1位  |

### 主要音樂節目榜單排名
| 主打歌曲排名成績 | 主打歌曲排名成績                               | 主打歌曲排名成績      | 主打歌曲排名成績    | 主打歌曲排名成績       | 主打歌曲排名成績 | 主打歌曲排名成績            | 主打歌曲排名成績     | 主打歌曲排名成績 | 主打歌曲排名成績 |
| --- | ---------------------------------------------- | --------------------- | ------------------- | ---------------------- | ---------------- | --------------------------- | -------------------- | ---------------- | ---------------- |
| 專輯 | 歌曲                                           | Mnet 《M! Countdown》 | KBS2 《Music Bank》 | MBC 《Show! 音樂中心》 | SBS 《人氣歌謠》 | MBC Music 《Show Champion》 | SBS MTV 《THE SHOW》 | 冠軍曲次數       | 備註             |
| 2014年 |                                                |                       |                     |                        |                  |                             |                      |                  |                  |
| Girls' Invasion | Candy Jelly Love                               | 8                     | 9                   | 18                     | 19               | 16                          | 2                    | 0                | 出道             |
| Girls' Invasion | Good Night Like Yesterday                      | /                     | /                   | 24                     | 21               | /                           | /                    | 0                |                  |
| 2015年 |                                                |                       |                     |                        |                  |                             |                      |                  |                  |
| Hi~ | Hi~                                            | 6                     | 11                  | 8                      | 9                | 8                           | 3                    | 0                |                  |
| Hi~ | Joyland                                        | 13                    | /                   | /                      | /                | /                           | /                    | 0                |                  |
| Lovelyz8 | Ah-Choo                                        | 5                     | 10                  | 18                     | 14               | 9                           | 2                    | 0                |                  |
| Lovelyz8 | Shooting Star                                  | /                     | 46                  | 15                     | 12               | /                           | /                    | 0                |                  |
| Lovelinus | For you                                        | 3                     | 13                  |                        | 19               | 18                          | /                    | 0                |                  |
| 2016年 |                                                |                       |                     |                        |                  |                             |                      |                  |                  |
| A New Trilogy | 나의 지구（Destiny）                           | 4                     | 8                   |                        | 7                | 9                           | 2                    | 0                |                  |
| 2017年 |                                                |                       |                     |                        |                  |                             |                      |                  |                  |
| R U Ready? | WoW!                                           | 4                     | 4                   |                        | 17               | /                           | /                    | 0                |                  |
| 現在，我們 | 지금, 우리（Now, We）                          | 4                     | 4                   | 4                      | 16               | 11                          | 1                    | 1                | 第一首冠軍曲     |
| Fall in Lovelyz | 종소리（Twinkle）                              | 3                     | 17                  | 18                     | 23               | /                           | 1                    | 1                |                  |
| 2018年 |                                                |                       |                     |                        |                  |                             |                      |                  |                  |
| 治癒 | 그날의 너（That Day）                          | 2                     | 2                   | 15                     | 11               | 3                           | 1                    | 1                |                  |
| 夏日的碎片 | 여름 한 조각（Wag-zak）                        | /                     | /                   | /                      | /                | /                           | /                    | 0                |                  |
| SANCTUARY | 찾아가세요（Lost N Found）                     | 3                     | 10                  | 22                     | 15               | 7                           | 4                    | 0                |                  |
| SANCTUARY | Rewind                                         | 5                     | /                   | /                      | /                | /                           | /                    | 0                |                  |
| 2019年 |                                                |                       |                     |                        |                  |                             |                      |                  |                  |
| ONCE UPON A TIME | 그 시절 우리가 사랑했던 우리（Beautiful Days） | 5                     | 13                  | 23                     | 19               | 4                           | 3                    | 0                |                  |
| 2020年 |                                                |                       |                     |                        |                  |                             |                      |                  |                  |
| UNFORGETTABLE | Obliviate                                      | 3                     | 13                  | 18                     | 18               | 4                           | 1                    | 1                |                  |
| \| - 「/」表示未有相關資料 - 「 (1) 」：兩星期冠軍 - 「 [1] 」：三星期冠軍 - 「*」：打榜中 - 取得《M! Countdown》、《人氣歌謠》、《Show Champion》及《THE SHOW》三週一位後，排名自動除外 \| - 「 」：該段時期未有設立排行榜 \| |                                                |                       |                     |                        |                  |                             |                      |                  |                  |
| - 「/」表示未有相關資料 - 「 (1) 」：兩星期冠軍 - 「 [1] 」：三星期冠軍 - 「*」：打榜中 - 取得《M! Countdown》、《人氣歌謠》、《Show Champion》及《THE SHOW》三週一位後，排名自動除外                                          | - 「 」：該段時期未有設立排行榜                |                       |                     |                        |                  |                             |                      |                  |                  |

| 各台冠軍歌曲獎座統計 | 各台冠軍歌曲獎座統計 | 各台冠軍歌曲獎座統計 | 各台冠軍歌曲獎座統計 | 各台冠軍歌曲獎座統計 | 各台冠軍歌曲獎座統計 |
| Mnet                 | KBS                  | MBC                  | SBS                  | MBC Music            | SBS MTV              |
| -------------------- | -------------------- | -------------------- | -------------------- | -------------------- | -------------------- |
| 0                    | 0                    | 0                    | 0                    | 0                    | 4                    |
| 一位總數：4          |                      |                      |                      |                      |                      |

## 註解
1. ↑  第一個擁有應援手燈為INFINITE
2. ↑  參見 Lovelyz 韩国官方網站
3. ↑  參見 Lovelyz 日本官方網站
4. ↑  出道當時為領唱，直到2017年<現在，我們>才升格為主唱。
5. ↑  智秀在Vlive提到說本來好像是她是領舞、叡仁是主舞，但是工作人員把她們兩個的臉搞混了，於是在填寫定位時將兩人的定位調換後刊登了。
6. ↑  於2021年3月8日的Fanship Vlive中提及。
7. ↑  原來在出道初期為領舞 (Lead Dancer)，但是Woollim於2017/8/28更新官網後，在刊登的定位上將領舞一職刪除。
8. ↑  原來在出道初期為領舞 (Lead Dancer)，但是Woollim於2017/8/28更新官網後，在刊登的定位上將領舞一職刪除。另外智秀在Vlive及2020年的採訪提到說，本來好像是她是領舞、叡仁是主舞，但是工作人員把她們兩個的臉搞混後，在填寫定位時將兩人的定位調換後刊登了。

## 外部連結
- 官方网站
- 官方网站（日語）
- Lovelyz的X（前Twitter）
- Lovelyz的X（前Twitter）（日語）
- Lovelyz的Facebook專頁
- YouTube上的Lovelyz頻道
- Lovelyz的Instagram帳戶
- Lovelyz的新浪微博（简体中文）
- Lovelyz Daum Cafe （页面存档备份，存于） 
- Lovelyz NAVER （页面存档备份，存于） 
- Lovelyz的網易雲音樂主頁 （页面存档备份，存于） （简体中文）
- Lovelyz官方V LIVE頻道
- Lovelyz官方TikTok頻道